# 西班牙外籍兵團
西班牙外籍兵团是欧洲国家西班牙特有的一个军事组织，該組織內有外国人以及本国人。西班牙外籍兵團是19世纪末美西战争西班牙戰敗之后，西班牙當局总结教训，为重振军威于1920年1月设立的军事单位。西班牙外籍兵團剛剛成立時大體上以法国外籍兵团為藍本。西班牙外籍兵團參加過20世纪初的里夫戰爭以及後續的西班牙内战，弗朗西斯科·佛朗哥曾擔任西班牙外籍兵團的指揮官。在后佛朗哥时期，西班牙外籍兵團還參與過南斯拉夫內戰、阿富汗戰爭、伊拉克战争等軍事行動。